# Овчаренко Дмитро Романович
Дмитро́ Рома́нович Овчаре́нко (*1919, c. Вівчарове, Харківська губернія — †28 січня 1945) — Герой Радянського Союзу, рядовий, їздовий кулеметної роти.

## Біографія
Дмитро Романович Овчаренко народився в селі Вівчарове Харківської губернії (нині це Троїцький район Луганської області) в селянській родині. Батько Дмитра був сільським теслею.
Освіта початкова — 5 класів. Працював в колгоспі. 1939 року був призваний до лав в Червоної Армії. Безпартійний.
На фронтах німецько-радянської війни з перших днів. У перші ж дні війни Дмитро був легко поранений, і його перевели з стройового підрозділу їздовим на склад боєприпасів.
13 липня 1941 у боях в районі міста Бєльці, при доставці боєприпасів у свою роту біля містечка Песець їздовий кулеметної роти 389-го стрілецького полку 176-ї стрілецької дивізії 9-ї армії Південного фронту Дмитро Овчаренко був оточений загоном солдатів й офіцерів супротивника чисельністю 50 осіб. При цьому супротивнику вдалося заволодіти його гвинтівкою. Проте Овчаренко не розгубився й схопивши з воза сокиру, відрубав голову офіцеру, що допитував його, кинув у солдатів супротивника 3 гранати, знищивши 21 солдата. Інші в паніці розбіглися. Потім він наздогнав другого офіцера і також відрубав йому голову. Третьому офіцеру вдалося втекти. Після чого зібрав у вбитих документи і карти і разом з вантажем прибув в роту.

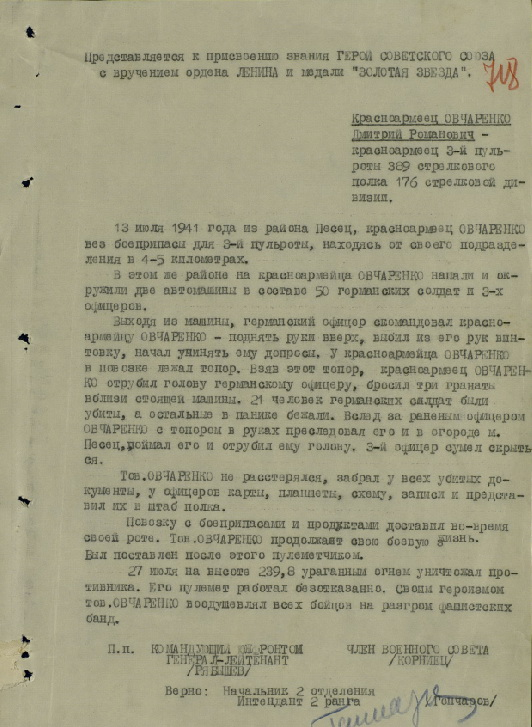
Подання Дмитра Овчаренка до звання Героя Радянського Союзу, підписаний командувачем Південним фронтом генерал-лейтенантом Д. І. Рябишева і членом Військової ради Л. Р. Корнійця.

Указом Президії Верховної Ради СРСР від 9 листопада 1941 "за зразкове виконання бойових завдань командування на фронті боротьби з німецько-фашистськими загарбниками і виявлені при цьому мужність та героїзм "червоноармійцеві Овчаренку Дмитру Романовичу присвоєне звання Героя Радянського Союзу з врученням ордену Леніна та медалі «Золота Зірка».
Дмитро був відновлений на посаді кулеметника і продовжував виконувати свій військовий обов'язок. Командир Дмитра відзначав високий бойовий дух бійця, який 27 липня на висоті 239,8 своїм ураганним кулеметним вогнем подавав приклад бойовим товаришам.
В боях за визволення Угорщини в районі станції Шерегейеше кулеметник 3-ї танкової бригади рядовий Дмитро Овчаренко був тяжко поранений. Помер він у госпіталі від ран 28 січня 1945 р.

## Нагороди
- Медаль «Золота Зірка» Героя Радянського Союзу (9 листопада 1941)
- Орден Леніна (9 листопада 1941)

## Родина
Мати — Овчаренко Василина Гнатівна, проживала в селі Вівчарове.